# YAML

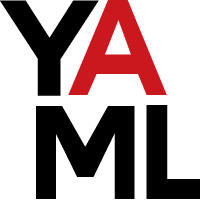
Logo da YAML.

O YAML (acrónimo de "YAML Ain't Markup Language") é um formato de serialização (codificação de dados) de dados legíveis por humanos inspirado em linguagens computacionais (programação e marcação), proposto por Clark Evans em 2001.
Como é usado frequentemente XML para serialização de dados e XML é uma autêntica linguagem de marcação de documentos, é razoável considerar o YAML como uma linguagem de marcação rápida.

## História
Atualmente, o XML foi adotado em diversas áreas: da justiça à saúde; a principal escolha para formatos de documentos na maior parte das aplicações computacionais; recomendado pela W3C. No entanto, este também possui os pontos fracos (sintaxe redundante; construção dos parsers não trivial; não suporta um grande conjunto de tipos de dados). Assim existem dezenas de alternativas ao XML no mercado, de entre estas duas destacam-se recentemente: o YAML e o JSON.
YAML é um acrónimo recursivo que significa "YAML Ain't Markup Language" (em português: "YAML não é linguagem de marcação"). Porém, no início do seu desenvolvimento YAML significava "Yet Another Markup Language" ("Mais outra linguagem de marcação") para distinguir seu propósito centrado em dados no lugar de documentos marcados;  pois tem grande parte das características das linguagens de anotação, mas com uma notação diferente, sendo muito mais leve e compacto (ler, editar, modificar e produzir).
Um formato de codificação de dados à serem legíveis aos humanos baseado nas características de outras linguagens de marcação e também linguagens de programação, como: XML, C, Python, Perl (assim como o formato de correio eletrônico RFC 2822), sendo proposto em 2001 por Clark Evans - mas desenvolvido em conjunto com Ingy döt Net e Oren Ben-Kiki -  com o pensamento "de que todos os dados podem ser adequadamente representados por combinações de listas, mapas e registos".

## Características
YAML foi criado na crença que todos os dados podem ser representados adequadamente como combinação de listas, hashes (mapas) e dados escalares (valores simples). A sintaxe é relativamente simples e foi projetada tendo em conta que é muito legível, mas que também fosse facilmente mapeada pelos tipo de dados mais comuns na maioria das linguagens de alto-nível. Além disso, YAML utiliza uma notação baseada em indentação e um conjunto de caracteres sigil distintos dos que são usados pelo XML, fazendo com que as duas linguagens sejam facilmente compostas uma na outra.
- Os conteúdos em YAML utilizam o conjunto de caracteres unicode (UTF-8 ou UTF-16).
- A estrutura do documento é composto por identação com espaços em branco; não é permitido o uso de caracteres de tabulação para a identação.
- Os membros das listas são encabeçados por um traço ( - ) nos títulos e com um membro em cada linha, ou entre colchetes ( [ ] ) e separados por uma vígula e espaço (,   ).
- Os vetores associativos se representam usando os dois pontos (: ) seguido por um espaço. Na seguinte forma "Chave: valor", um por linha ou entre chaves ( {   } ) e separados por vírgula seguido de espaço (,   ).
- Um valor de um vetor associativo vem precedida por um sinal interrogação (? ), o que permite que se construam chaves complexas sem ambiguidade.
- Os valores simples não levam as aspas, mas podem ser incluídas as aspas duplas ( " ), ou aspas simples ( ' ).
- Nas aspas duplas, os caracteres especiais podem ser representados com sequências de escape similares a da linguagem de programação C, que começam com uma barra invertida ( \ ).
- Pode-se incluir múltiplos documentos dentro de um único fluxo, separando-os por três traços ( --- ); os três pontos (... ) indicam o fim de um documento dentro de um fluxo.
- Os nós repetidos podem ser inicializados com um e comercial ( & ) e são referidos posteriormente usando o asterisco ( * )
- Os comentários são encabeçados por cerquilha ( # ) e continuam até o final da linha.
- Os documentos YAML podem ser precedidos por diretivas compostas por um sinal de porcentagem ( % ) seguidos de um nome e parâmetros delimitados por um espaço.
  - A diretiva %YAML é utilizada para identificar a versão do YAML em um documento.
  - A diretiva %TAG é utilizada como atalho para prefixos de URIs.

YAML requer que as vírgulas e pontos sejam utilizados como separadores nas listas seguidos por um espaço, de forma que os valores escalares que contenham sinais de pontuação (como 5,280 ou http://www.wikipedia.org) possam se representar sem a necessidade de utilizar aspas.

## Exemplos

### Listas
```
 
---
 
# Enciclopédias favoritas, formato em bloco

 
-
 
Wikipedia

 
-
 
Encarta

 
-
 
Barsa

 
---
 
# Lista de compra, formato em linha

 
[
Britannia
,
 
Larrousse
]

```

### Vetores associativos
```
 
---
 
# Em Bloco

 
nome
:
 
Pedro

 
idade
:
 
23

 
---
 
# Em linha

 
{
nome
:
 
Pedro
,
 idade
:
 
23
}

```

### Preservando retornos de linha
```
 
--- |

 
A Rosa do Povo

 
Sentimento do mundo

 
O poeta, declina de toda responsabilidade,

     
na marcha do mundo, capitalista,

     
e com suas palavras, intuições,

     
símbolos e outras armas, promete ajudar

     
a destruí-lo, como uma pedreira,

     
uma, floresta, um verme

```

### Ignorando retornos de linha
```
---
 
>

  
Este texto

  
será formatado

  
como um

  
único parágrafo.

  
As linhas em branco

  
fazendo a mudança de parágrafo.

```

### Listas de vetores associativos
```
-
 
{
nome
:
 
Cosme
,
 idade
:
 
47
}

 
-
 
nome
:
 
Damião

   
idade
:
 
57

```

### Vetores associados a listas
```
nomes
:
 
[
Cosme
,
 
Damião
]

 
nomes
:

  
-
 
Cosme

  
-
 
Damião

```

## Implementações
Existem implementação de YAML para as seguintes linguagens:
- JavaScript
- Objective-C
- Perl
- PHP
- Python
- Ruby (utiliza YAML como formato de serialização por padrão; YAML está incluído na biblioteca padrão desde a versão 1.8)
- Java
- Haskell
- XML
- SYMFONY